# Григорьев, Константин (хоккеист)
Константи́н Григо́рьев (латыш. Konstantīns Grigorjevs; род. 21 июня 1966, Рига, Латвийская ССР) — советский и латвийский хоккеист, защитник.

## Биография
Воспитанник латвийского хоккея. Начал играть в хоккей в 10 лет. Первый тренер — Андрис Силиньш. В 1983 году дебютировал во всесоюзных соревнованиях во второй лиге в команде «Латвияс Берзс». С 1985 года в составе рижского «Динамо». Отыграл в команде семь сезонов.
После расформирования советских хоккейных лиг продолжал играть в команде, сменившей название — в сезоне 1991/92 в ХК «Рига» в чемпионате СНГ, в сезонах 1992/93—1994/95 в «Пардаугаве» в МХЛ. В конце сезона 1994/95 несколько игр провёл за финский «КооКоо».
Продолжил карьеру в Дании — в сезоне 1996/97 играл за «Войенс», в сезонах 1997/98—1998/99 за «Видовре».
В составе сборной Латвии участник отборочного турнира зимней Олимпиады 1994 года и трёх чемпионатов мира (1993, 1994 и 1996 годов).

## Статистика выступления в высшей лиге
| Легенда | Легенда                    | Легенда | Легенда                   | Легенда | Легенда    |
| ------- | -------------------------- | ------- | ------------------------- | ------- | ---------- |
| И       | Количество проведённых игр | Штр     | Штрафное время            | +/−     | Плюс-минус |
| Г       | Голы                       | П       | Голевые передачи          | О       | Очки       |
| -       | Статистика неизвестна      | —       | Статистика не учитывалась |         |            |

| Сезон                    | Команда                  | И   | Г  | П  | О  | Штр |
| ------------------------ | ------------------------ | --- | -- | -- | -- | --- |
| 1984/85                  | «Динамо» (Рига)          | 36  | 3  | 2  | 5  | 42  |
| 1985/86                  | «Динамо» (Рига)          | 34  | 1  | 2  | 3  | 36  |
| 1986/87                  | «Динамо» (Рига)          | 39  | 2  | 5  | 7  | 34  |
| 1987/88                  | «Динамо» (Рига)          | 50  | 2  | 4  | 6  | 43  |
| 1988/89                  | «Динамо» (Рига)          | 27  | 0  | 0  | 0  | 18  |
| 1989/90                  | «Динамо» (Рига)          | 46  | 3  | 9  | 12 | 44  |
| 1990/91                  | «Динамо» (Рига)          | 43  | 4  | 11 | 15 | 34  |
| Всего в чемпионатах СССР | Всего в чемпионатах СССР | 275 | 15 | 33 | 48 | 251 |

## Достижения
- Серебряный призёр чемпионата СССР 1988 года[5].